# Governo Brnabić II
Il Governo Brnabić II è stato il quindicesimo governo della Serbia, in carica dal 28 ottobre 2020 al 26 ottobre 2022 per un totale di 1 anno 11 mesi e 29 giorni. Si formò in seguito alle elezioni parlamentari del 2020.

## Situazione parlamentare
| Camera              | Collocazione     | Partiti                                                      | Seggi     |
| ------------------- | ---------------- | ------------------------------------------------------------ | --------- |
| Assemblea Nazionale | Maggioranza      | Per i nostri Figli (188),PS - SU (32)                        | 220 / 250 |
| Assemblea Nazionale | Appoggio esterno | VMSZ/SVM (9)                                                 | 9 / 250   |
| Assemblea Nazionale | Opposizione      | APS (11),SPP (4),PD (3),Alternativa Democratica Albanese (3) | 21 / 250  |

## Composizione
| Carica                                                                                                   | Titolare | Titolare | Titolare            | Partito politico                                        | Partito politico |
| --- | -------- | -------- | ------------------- | ------------------------------------------------------- | ---------------- |
| Presidente del Governo                                                                                   |          |          | Ana Brnabić         | PPS                                                     |                  |
| Vicepresidente del Governo (Ministro della pubblica amministrazione e delle autonomie locali)            |          |          | Branko Ružić        | PS                                                      |                  |
| Secondo Vicepresidente del Governo (Ministro delle miniere e dell'energia)                               |          |          | Zorana Mihajlović   | PPS                                                     |                  |
| Terzo Vicepresidente del Governo (Ministro della Difesa)                                                 |          |          | Nebojša Stefanović  | PPS                                                     |                  |
| Quarto Vicepresidente del Governo (Ministro della Cultura e dell'informazione)                           |          |          | Maja Gojković       | PPS                                                     |                  |
| Quinto Vicepresidente del Governo (Ministro dell'agricoltura, della silvicoltura e dell'economia idrica) |          |          | Branislav Nedimović | PPS                                                     |                  |
| Ministro degli esteri                                                                                    |          |          | Nikola Selaković    | PPS                                                     |                  |
| Ministero degli interni                                                                                  |          |          | Aleksandar Vulin    | MDS                                                     |                  |
| Ministro della Difesa                                                                                    |          |          | Nebojša Stefanović  | PPS                                                     |                  |
| Ministro delle finanze                                                                                   |          |          | Siniša Mali         | PPS                                                     |                  |
| Ministro dell'economia                                                                                   |          |          | Anđelka Atanasković | PPS                                                     |                  |
| Ministro della previdenza rurale                                                                         |          |          | Milan Krkobabić     | PPU                                                     |                  |
| Ministero delle Costruzioni, dei Trasporti e delle Infrastrutture                                        |          |          | Goran Vesić         | PPS                                                     |                  |
| Ministro dell'Istruzione, della Scienza e dello Sviluppo Tecnologico                                     |          |          | Branko Ruzic        | PS                                                      |                  |
| Ministro delle costruzioni,dei trasporti e delle infrastrutture                                          |          |          | Tomislav Momirović  | PPS                                                     |                  |
| Ministro della protezione dell'ambiente                                                                  |          |          | Irena Vujović       | PPS                                                     |                  |
| Ministro dell'Integrazione Europea                                                                       |          |          | Jadranka Joksimovic | PPS                                                     |                  |
| Ministro della famiglia e della demografia                                                               |          |          | Ratko Dmitrović     | Indipendente,(nominato dall'Alleanza patriottica serba) |                  |
| Ministro della Salute                                                                                    |          |          | Zlatibor Lončar     | PPS                                                     |                  |
| Ministro dei diritti umani e delle minoranze                                                             |          |          | Gordana Comić       | Indipendente                                            |                  |
| Ministro del lavoro, dell'occupazione, del veterano e delle politiche sociali                            |          |          | Tanja Miščević      | Indipendente                                            |                  |
| Ministro della Giustizia                                                                                 |          |          | Maja Popovic        | Indipendente                                            |                  |
| Ministro della pubblica amministrazione e delle autonomie locali                                         |          |          | Marija Obradovic    | PPS                                                     |                  |
| Ministro del Commercio, del Turismo e delle Telecomunicazioni                                            |          |          | Tatjana Matić       | PSD                                                     |                  |
| Ministro della Gioventù e dello Sport                                                                    |          |          | Vanja Udovičić      | Indipendente                                            |                  |
| Ministro senza portafoglio                                                                               |          |          | Nenad Popovic       | PPS                                                     |                  |
| Ministro senza portafoglio                                                                               |          |          | Novica Tončev       | PS                                                      |                  |